# Kościół św. Doroty w Licheniu Starym
Kościół św. Doroty w Licheniu Starym – neogotycki kościół parafialny w Licheniu Starym. 
Świątynia znajduje się na terenie parafii św. Doroty prowadzonej przez zgromadzenie marianów. W latach 1858–2006 była głównym kościołem sanktuarium maryjnego w Licheniu Starym. W tym okresie przechowywano w niej obraz Matki Boskiej Licheńskiej.

## Historia

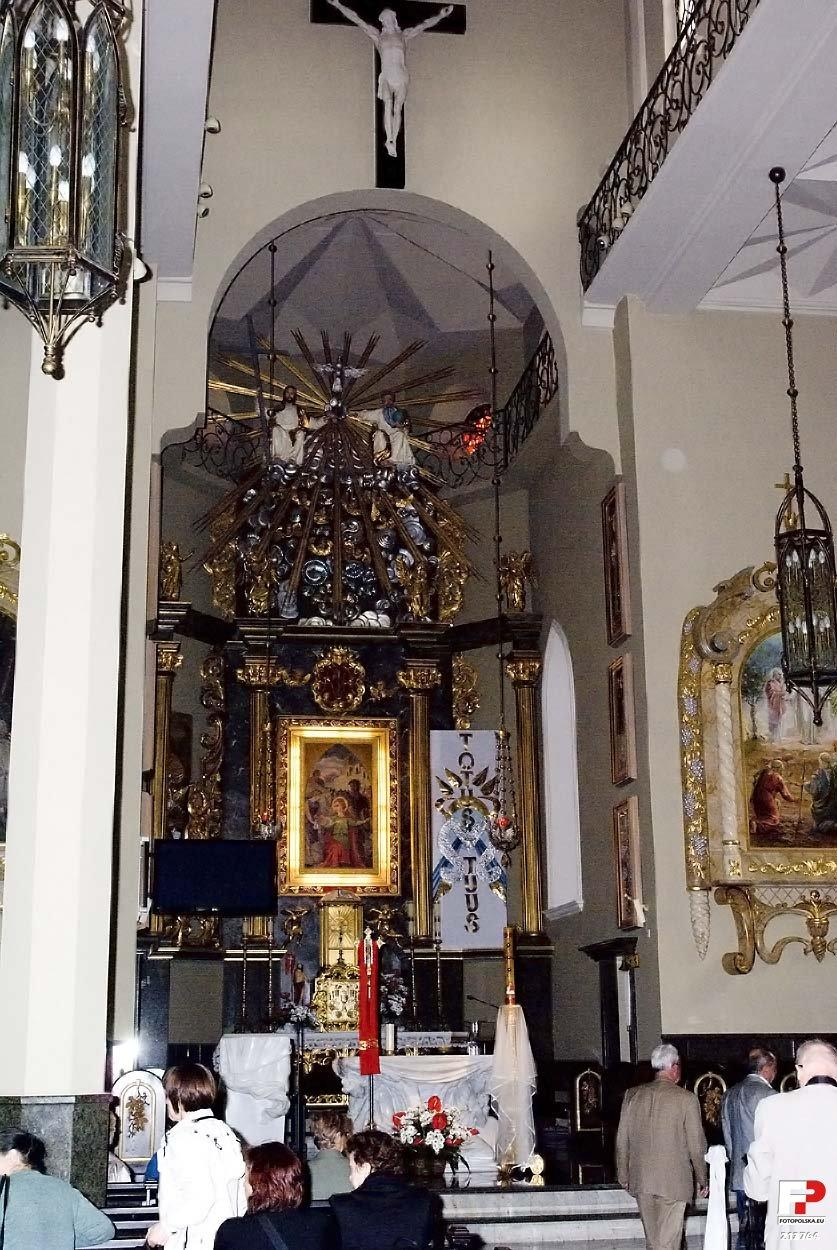
Wnętrze z ołtarzem

Pierwsze wzmianki o kapelanach z Lichenia datuje się na rok 1232, jednak przełomowy jest tutaj rok 1415, kiedy to pochodzący z tych terenów biskup poznański Andrzej Łaskarz ufundował w Licheniu Starym parafię i kościół ku czci świętej Doroty z Cezarei, Panny i Męczenniczki, będącej patronką jego matki. W połowie XV w. Licheń był określany w dokumentach jako miasteczko, które w późniejszych wiekach należało do różnych rodów. Najazd Szwedów w roku 1655 położył kres temu stanowi – ludność wsi wymordowano, a świątynię zniszczono. W 1728 odbudowano kościół, jednak w roku 1800 ówczesny dziedzic Lichenia – hrabia Łącki polecił go ze względu na zły stan świątyni rozebrać i z jego inicjatywy postawiono nowy kościół. Od roku 1819 Licheń przeszedł w ręce rodu Kwileckich, którzy od początku uznali istniejący kościół za zbyt mały. Planowali więc wybudować nowy, murowany. Zubożenie ludności w Polsce pod zaborami nie sprzyjało jednak tym zamysłom. W roku 1845 małżonka Hektora Kwileckiego hrabina Izabella von Tauffkirchen zu Engelburg und Guttenburg (dama dworu Królowej Bawarskiej) położyła wprawdzie kamień węgielny pod istniejący obecnie kościół, rolę głównego kościoła parafii przejęła przycmentarna kaplica (kościół MB Częstochowskiej), jednak nie wiadomo ile lat trwałaby budowa kościoła, gdyby nie objawienia.
W roku 1813 pochodzący z Izbicy Kujawskiej szlachcic Tomasz Kłossowski ranny w Bitwie Narodów pod Lipskiem wzywał opieki Maryi i doświadczył jej objawienia. Cudownie uratowany, miał udostępnić do publicznej czci obraz zgodny z tą wizją. Kłossowski za udział w zrywach niepodległościowych został pozbawiony majątku i osiedlił się we wsi Izabelin koło Lichenia, gdzie otworzył kuźnię. W roku 1836 we wsi Lgota, po 23 latach pielgrzymek i poszukiwań, wracając z Jasnej Góry odnalazł obrazek zgodny z objawieniem. Uzyskał zgodę właściciela (niemieckiego protestanta) i zabrał obraz ze sobą. Początkowo miał go w domu i dopiero po swojej chorobie w roku 1846 umieścił obrazek na sośnie w lesie. Tomasz Kłossowski zmarł w roku 1848. Z uwagi na słabą dostępność miejsca, prawdopodobnie regularnie kapliczkę nawiedzał jedynie pasterz dworskiego bydła Mikołaj Sikatka. W latach 1850–1852 był świadkiem objawień Matki Bożej, jak ta Kłossowskiego spod Lipska. Matka Boża w armarantowym płaszczu z orłem na piersi, według jego relacji, wzywała  do nawrócenia i  modlitwy, zwłaszcza różańcowej i pokuty, przestrzegała przed zarazą, zapowiedziała odzyskanie niepodległości przez Polskę i budowę wspaniałej świątyni. Niedługo potem na okolicę spadła zaraza. Cholera dziesiętkowała ludzi i wielu uwierzyło w słowa Sikatki. Władze kościelne postanowiły przenieść obraz do Lichenia. Obraz przeniesiono 29 października 1952 roku do kaplicy przycmentarnej. Prace związane z budową murowanej neogotyckiej świątyni przyspieszyły.
18 października 1858 roku świątynia została konsekrowana przez biskupa kaliskiego, Jana Marszewskiego. W tym samym dniu przeniesiono do niej obraz Matki Boskiej Bolesnej i stała się ona lokalnym miejscem pielgrzymkowym.
W 1870 r. firma Gebrüder Walter z Góry Śląskiej wybudowała nowe organy kościelne (9 głosów realnych, 1 manuał z pedałem, traktury gry i rejestrów mechaniczne) oznaczone numerem 77 w katalogu firmy (od 1983 r. ten instrument stoi na chórze pobliskiego kościoła Matki Bożej Częstochowskiej).
W latach 1871–1903 dokonano rozbudowy świątyni: powstało nowe prezbiterium, kaplica i dwie zakrystie.
Świątynia ucierpiała poważnie w czasie II wojny światowej. Została zdewastowana (wywieziono m.in. dzwony) i zamieniona na ośrodek Hitlerjugend. W 1949 r. kościół i parafia w Licheniu Starym zostały przekazane Zgromadzeniu Księży Marianów. Pod ich zarządem dokonano gruntownych prac remontowych. Rozpoczęto również starania o uczynienie z kościoła parafialnego sanktuarium o randze ogólnopolskiej. Wielkie zasługi w tych dziełach ma wieloletni proboszcz parafii i kustosz sanktuarium - ks. Eugeniusz Makulski MIC.
15 sierpnia 1967 roku przed kościołem miała miejsce uroczystość koronacji obrazu Matki Boskiej Licheńskiej, której przewodniczył Prymas Polski kardynał Stefan Wyszyński.
W latach 1977–1980 kościół został przebudowany. Wymieniono prawie całe wyposażenie wnętrza oraz strop i dach świątyni. Wzniesiono strzelistą wieżę dzwonnicy oraz mniejsze wieżyczki i sygnaturki. W latach 1980–1984 firma Zygmunta Kamińskiego z Warszawy wybudowała nowe organy (38 głosów realnych, 3 manuały i pedał, mechaniczna traktura gry, elektryczna traktura rejestrów). W latach 80. XX wieku dokonano pozłoceń ołtarza głównego.
W pobliżu kościoła znajduje się dzwonnica dzwonu Jerzy, odlanego w 1989 r. w  ludwisarni Janusza Felczyńskiego z okazji czterdziestolecia pobytu księży marianów w Licheniu. Nadane imię upamiętnia biskupa wileńskiego bł. Jerzego Matulewicza, odnowiciela zakonu marianów. Dzwon waży 5500 kg i posiada ton uderzeniowy as0. Ufundowane wcześniej dzwony „Stanisław” (450 kg), „Michał” (500 kg), „Dorota-Antoni” (950 kg), „Maria” (ufundowana incognito przez prymasa Wyszyńskiego, 1200 kg) i „Jan Paweł II” (2000 kg) znajdują się w dzwonnicy z 1986.
W latach 2007–2008, staraniem ówczesnego proboszcza ks. Stanisława Kosiorowskiego MIC, przeprowadzono kolejny remont. W jego trakcie zmieniono po raz kolejny wystrój wnętrza. Przebudowano prezbiterium, kaplice boczne, wymieniono ołtarz główny, posadzkę, oświetlenie. Po tych pracach wyremontowano również organy.